# خيانة مشروعة (فلم)
خيانة مشروعة فيلم مصري من إنتاج عام 2006.

## قصة الفيلم
تدور أحداث الفيلم في الدقائق الأخيرة من حياة المتهم هشام البحيري (هاني سلامة) المحكوم عليه بحكم الإعدام، نتيجة لقتله زوجته وأخاه بزعم خيانتهما له، غير أن التحقيقات أثبتت كذب هذا الادعاء من جانب، وتضليل المتهم للعدالة بتلفيق حادث الخيانة المزعوم كتدبير من المتهم بغية استرداد حقه من ميراث أبيه من جانب آخر.

## الممثلون
- هاني سلامة
- مي عز الدين
- سمية الخشاب
- هشام سليم
- سامح الصريطي
- عمرو سعد
- ساندي علي
- حسن حرب
- ماهر سليم
- حنان يوسف
- تامر سمير
- نادية العراقية
- محمد علي الدين
- عمرو ماكجيفر
- إبراهيم عيسى
- كمال أبو عيطة
- خالد يوسف
- سيف عبد الرحمن
- حسن الرداد
- هديل

## روابط خارجية
- مقالات تستعمل روابط فنية بلا صلة مع ويكي بيانات